# 大谷剛彦
大谷 剛彦（おおたに たけひこ、1947年（昭和22年）3月10日 - ）は、日本の元裁判官。東京都目黒区出身。最高裁判所事務総長、大阪高等裁判所長官、最高裁判所判事を歴任。ジャーナリストの大谷昭宏は実兄。大学ではラグビー部に在籍していた。最高裁判所判事には同じ大谷姓の大谷直人（第19代最高裁判所長官）がいるが、縁戚関係は無い。

## 異動履歴
東京大学法学部卒業後は1970年（昭和45年）4月に第24期司法修習生、1972年（昭和47年）4月11日に東京地方裁判所判事補任官。
判事補任官以降の経歴は以下の通り。
- 1972年（昭和47年）4月11日 - 1974年（昭和49年）3月31日：東京地方裁判所判事補[2]
- 1974年（昭和49年）4月1日 - 1976年（昭和51年）3月31日：最高裁判所事務総局総務局付・東京地方裁判所判事補[2]
- 1976年（昭和51年）4月1日 - 1976年（昭和51年）4月8日：東京地方裁判所判事補[2]
- 1976年（昭和51年）4月9日 - 1977年（昭和52年）9月19日：東京簡易裁判所判事、東京地方裁判所判事補[2]
- 1977年（昭和52年）9月20日 - 1979年（昭和54年）3月31日：会津若松簡易裁判所判事、福島地方裁判所・福島家庭裁判所会津若松支部判事補[2]
- 1979年（昭和54年）4月1日 - 1980年（昭和55年）3月31日：会津若松簡易裁判所判事・田島簡易裁判所判事、福島地方裁判所・福島家庭裁判所会津若松支部判事補[2]
- 1980年（昭和55年）4月1日 - 1982年（昭和57年）3月24日：那覇簡易裁判所判事、那覇地方裁判所・那覇家庭裁判所判事補[2]
- 1982年（昭和57年）3月25日 - 1985年（昭和60年）3月31日：裁判所書記官研修所教官[2]
- 1985年（昭和60年）4月1日 - 1988年（昭和63年）2月14日：東京地方裁判所判事[2]
- 1988年（昭和63年）2月15日 - 1991年（平成3年）4月4日：最高裁判所事務総局経理局主計課長[2]
- 1991年（平成3年）4月5日 - 1994年（平成6年）3月9日：最高裁判所事務総局経理局総務課長[2]
- 1994年（平成6年）3月10日 - 1997年（平成9年）11月2日：東京地方裁判所部総括判事[2]
- 1997年（平成9年）11月3日 - 2002年（平成14年）7月9日：東京高等裁判所事務局長[2]
- 2002年（平成14年）7月10日 - 2006年（平成18年）1月29日：最高裁判所事務総局経理局長[2]
- 2006年（平成18年）1月30日 - 2006年（平成18年）6月25日：最高裁判所事務次長[2]
- 2006年（平成18年）6月26日 - 2009年（平成21年）1月25日：最高裁判所事務総長[2]
- 2009年（平成21年）1月26日 - 2010年（平成22年）6月16日：大阪高等裁判所長官[2]
- 2010年（平成22年）6月17日：最高裁判所判事[2][7]
- 2012年（平成24年）12月16日：最高裁判所裁判官国民審査において、罷免を可とする票4,633,074票、罷免を可とする率8.02%で信任[8]。
- 2017年（平成29年）3月9日：定年退官[2]
- 2018年（平成30年）4月：旭日大綬章受章[9]

## 主な判決等
- 2011年6月7日：広島連続保険金殺人事件において第一審・控訴審で死刑判決を受けた被告人Oの上告を棄却する判決を言い渡したため、Oに対する死刑判決が確定した[10]。
- 2011年6月21日：君が代起立訴訟において、起立命令は「間接的に制約する面は否定しがたい」とした上で、教育上の秩序の観点から「制約には必要性・合理性がある」として合憲と判断し、原告の上告を棄却する決定を出した[11][12]。
- 2011年10月25日：混合診療訴訟において、混合診療の禁止を適法とし原告の上告を棄却する決定を出した[13]。
- 2011年11月21日：横浜弁護士殺害事件において、第一審・控訴審で無期懲役の判決を受けた被告側の上告を棄却する決定を出したため、被告人に対する無期懲役の判決が確定した[14][15]。
- 2011年12月19日：Winny事件において、Winny開発者の金子勇に対する著作権法違反幇助容疑に係る訴訟で、被告人に公衆送信権侵害の罪の幇助犯が成立しないとする多数意見に対し、同幇助犯が成立するとする反対意見を述べた[16]。大谷を除く裁判官の多数意見により検察官の上告は棄却され、金子の無罪が確定した[17]。
- 2017年2月20日：米軍基地建設反対運動での逮捕者の長期勾留（4ヶ月）の保釈を求める特別抗告を棄却した[18]。